# Ендогамна депресія
Ендогамна депресія, або депресія єдинокровних, полягає у зменшенні селективної цінності даної популяції, пов'язаної з розмноженням між спорідненими особинами.

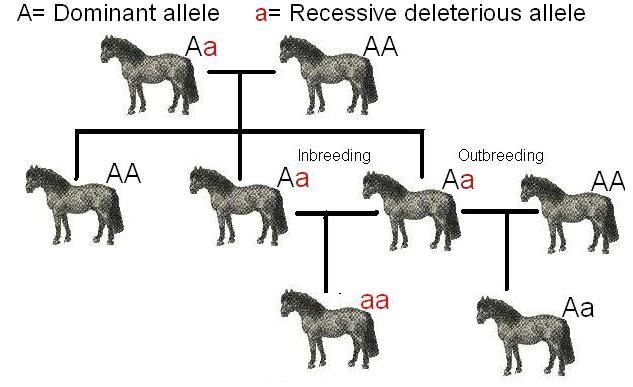
Приклад ендогамної депресії:
А — домінантні гени; а — рецесивні шкідливі гени

Ендогамна депресія у сільськогосподарських тварин характеризується зниженням плодю́чості та репродуктивної здатності, виникненням острівної карликовості, гіршими щоденними приростами тварин,  тощо. Що більше батьки пов'язані між собою, то більше потомство має шкідливих гомозиготних генів, породжуючи непридатні особини. Основними чинниками, що впливають на ендогамну депресію, є минулі мутації, селекція та генетичний дрейф.